# 오카모토 다쿠야
오카모토 다쿠야(일본어: 岡本 拓也, 1992년 6월 18일 ~ )는 일본의 축구 선수이다. 현재 J2리그의 쇼난 벨마레에서 뛰고 있다.

## 구단 경력
그는 2010년부터 2024년까지 J리그의 우라와 레즈, V-파렌 나가사키, 쇼난 벨마레에서 활동하였다.

## 국가대표팀 경력
그는 2009년 FIFA U-17 월드컵에 참가할 일본 U-17 국가대표팀에 발탁되었으며, 3경기에 출전했다.